# Lotus berthelotii
Lotus berthelotii Masf. é uma espécie de fanerógama leguminosa perene, endémica dos pinhais da ilha de Tenerife. Encontra-se em perigo crítico de extinção no seu habitat natural, onde persistem apenas espécimes isolados. Em 1884 a planta já era considerada como extremamente rara e a recolha de exemplares para colecção provavelmente acelerou o declínio das suas populações no meio natural. Apesar da sua raridade na natureza, diversos cultivares foram desenvolvidos para utilização como planta ornamental sendo frequentemente cultivada em jardins e como elemento de composição em paisagismo.

## Descrição
Nas ilhas Canárias a espécie é conhecida pelo nome comum de pico de paloma ("bico-de-pomba"). Algumas variedades cultivadas, especialmnte as de coloração floral avermelhada, são frequentemente utilizadas como planta ornamental. Lotus berthelotii foi descrita em 1881 por Ramón Masferrer y Arquimbau, sendo o epíteto específico uma homenagem ao naturalista e etnólogo francês Sabin Berthelot.
L. berthelotii é uma planta perene herbácea, de hábito cespitoso, com altura de 5–20 cm, ocasionalmente maior, frequentemente crescendo apoiada em outras plantas, que forma tufos com alguns metros de diâmetro. Os caules podem alcançar mais de 1 m de comprimento.
As folhas são filiformes e glaucas, conferindo à planta um aspecto acinzentado brilhante, divididas em 3-5 estreitos folíolos, cada folíolo com 1–2 cm de comprimento e 1 mm de largura, densamente cobertos com finos tricomas (pêlos) prateados.
As flores apresentam coloração brilhante, com laivos de vermelho e de laranja sobre um fundo amarelado, conferindo-lhe uma coloração geral de alaranjado a vermelho. As pétalas forma uma estrutura afilada, semelhate ao bico de um pássaro (o que está na origem do seu nome comum), com 2–4 cm de comprimento e 5–8 mm de largura. A estrutura floral está adaptada à polinização por aves (ornitofilia), traço comum com as restantes espécies de Lotus da secção Heinekenia.
Esta adaptação à polinização por aves, traço comum entre L. berthelotii e algumas outras espécies da flora das Canárias, levou a que se concluísse que os polinizadores originais destas plantas (e em particular das pertencentes aos géneros Isoplexis e Canarina) fossem aves da família Nectariniidae pertencentes a espécies entretanto extintas nas ilhas Canárias, o que explicaria a sua raridade e perigo de extinção. Contudo, estudos mais recentes demonstraram que estas plantas são adequadamente polinizadas por aves não especialistas que as visitam, em particular Phylloscopus canariensis, e apresentam adaptações específicas à polinização infrequente, entre as quais flores com um largo período de abertura e viabilidade reprodutiva.
O estudo de populações cultivadas comprovou a ausência de frutificação apesar das plantas receberem grandes quantidades de pólen nos seus estigmas. A infertilidade pode ser o resultado das populações estudadas apresentarem um único genótipo clonal auto-incompatível, desconhecendo-se se essa condição se estende a todos as plantas em cultura, o que poderá ter importantes consequências para a conservação da espécie em caso de extinção das populações que subsistem no meio natural.
Acresce que devido à sua reduzida área de distribuição natural, perda de habitat e falta de diversidade genética, a espécie está em grave perigo de extinção, sendo, segundo os critérios da UICN, enquadrada na categoria CR (em perigo crítico de extinção no seu ambiente natural).
A espécie Lotus berthelotii é cultivada e comercializada para fins de floricultura e frequentemente utilizada como planta ornamental devido à sua folhagem parateada e exuberância das flores, em particular as variedades vermelhas, embora um dos cultivares mais apreciados produza flores amarelo-douradas. A planta é utilizada em vasos e canteiros e para composição paisagítica em áreas em que se pretenda tolerância à seca e a criação de jardins xerófilos com objectivos de poupança de água.

## Galeria

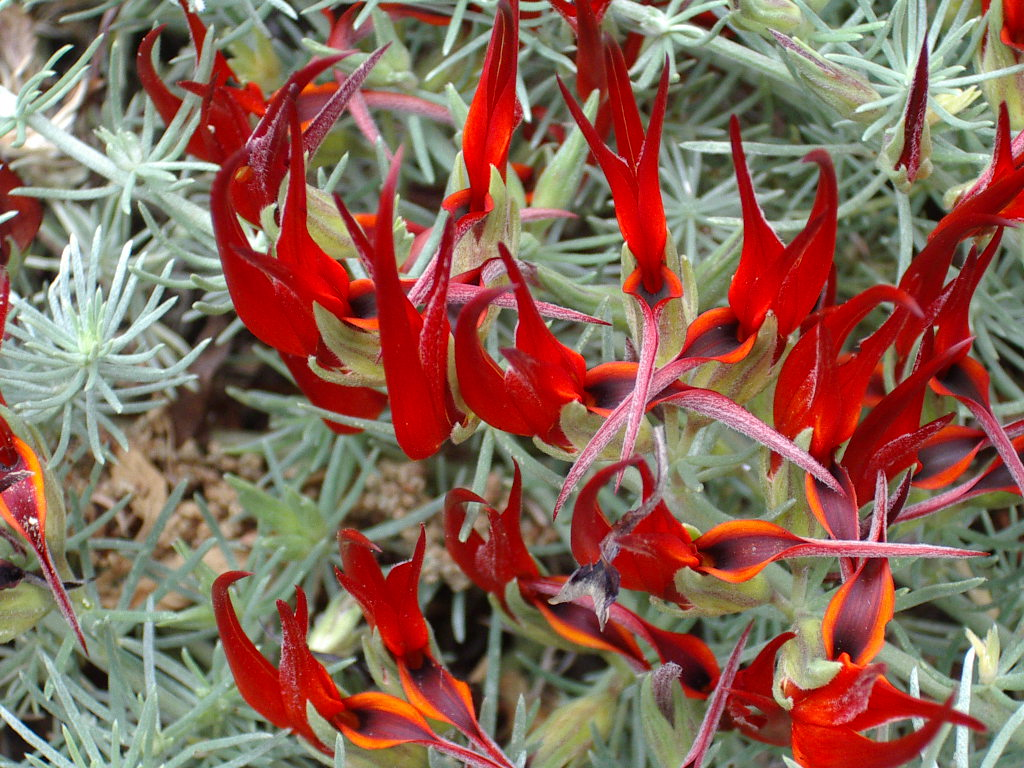
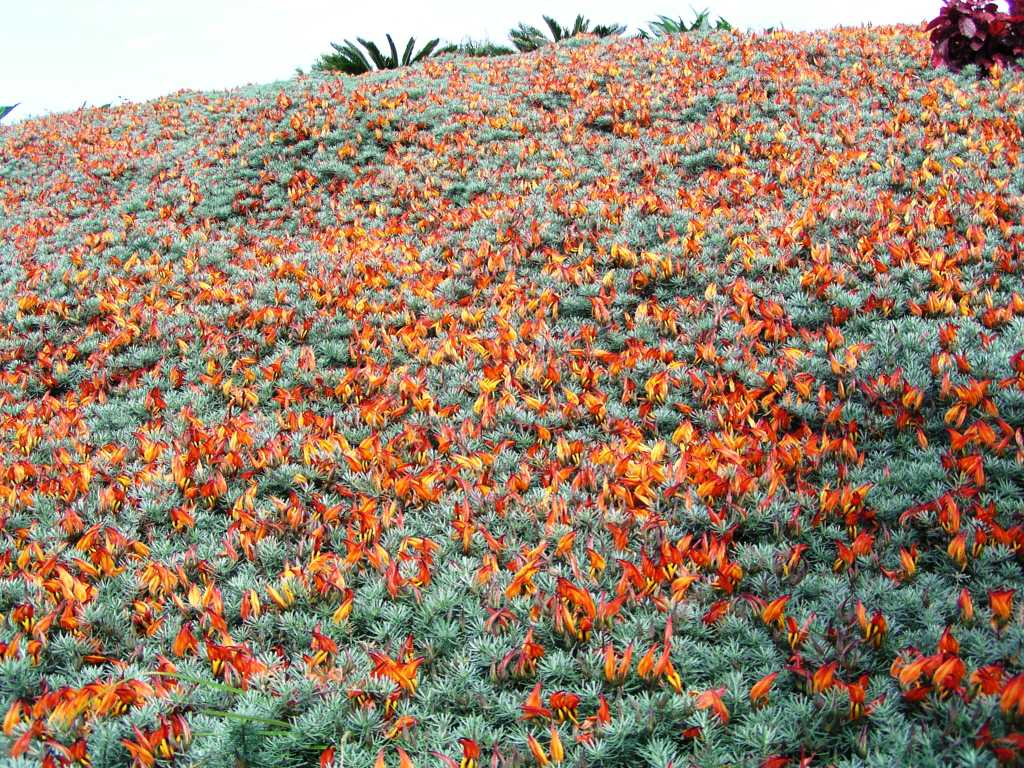
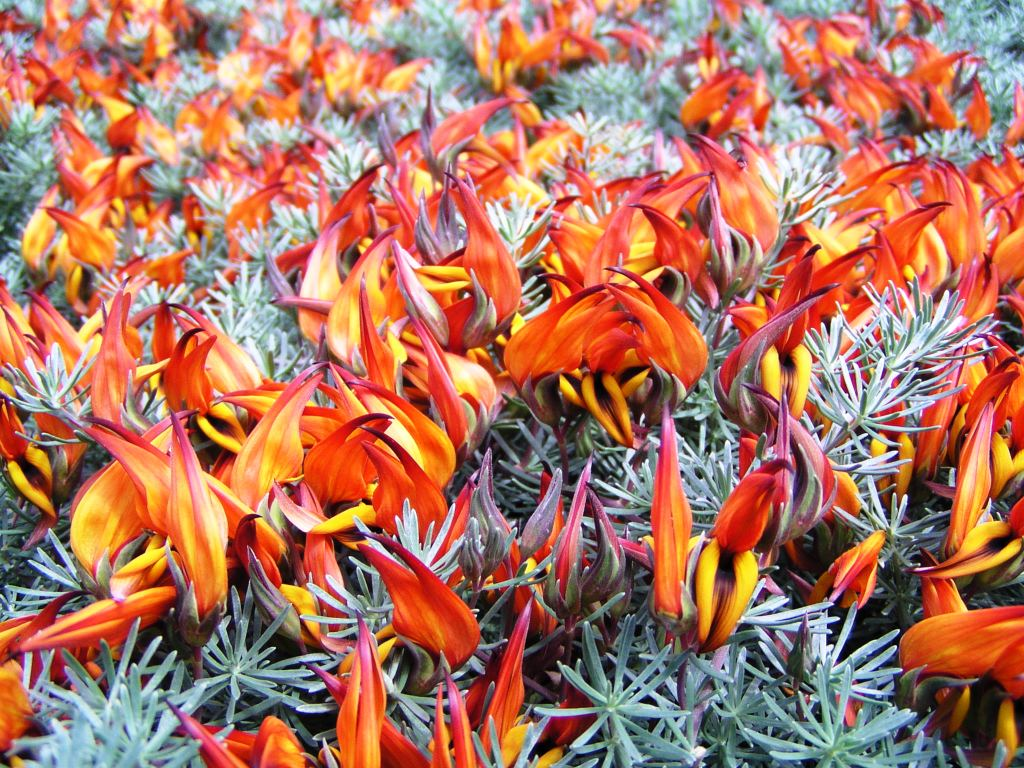
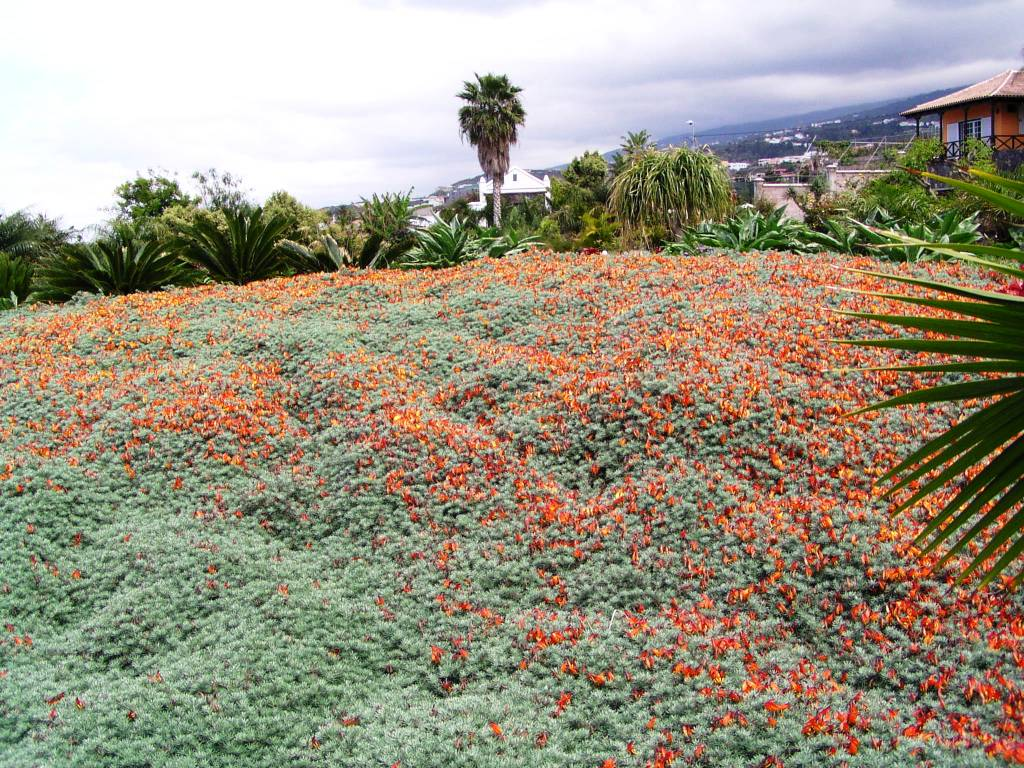
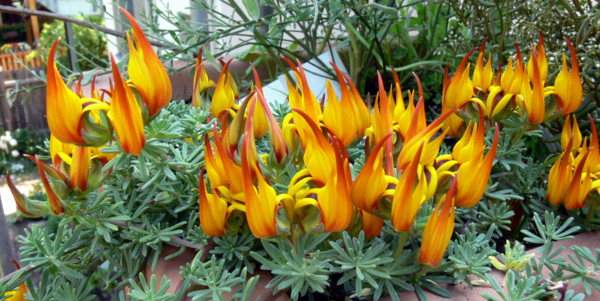
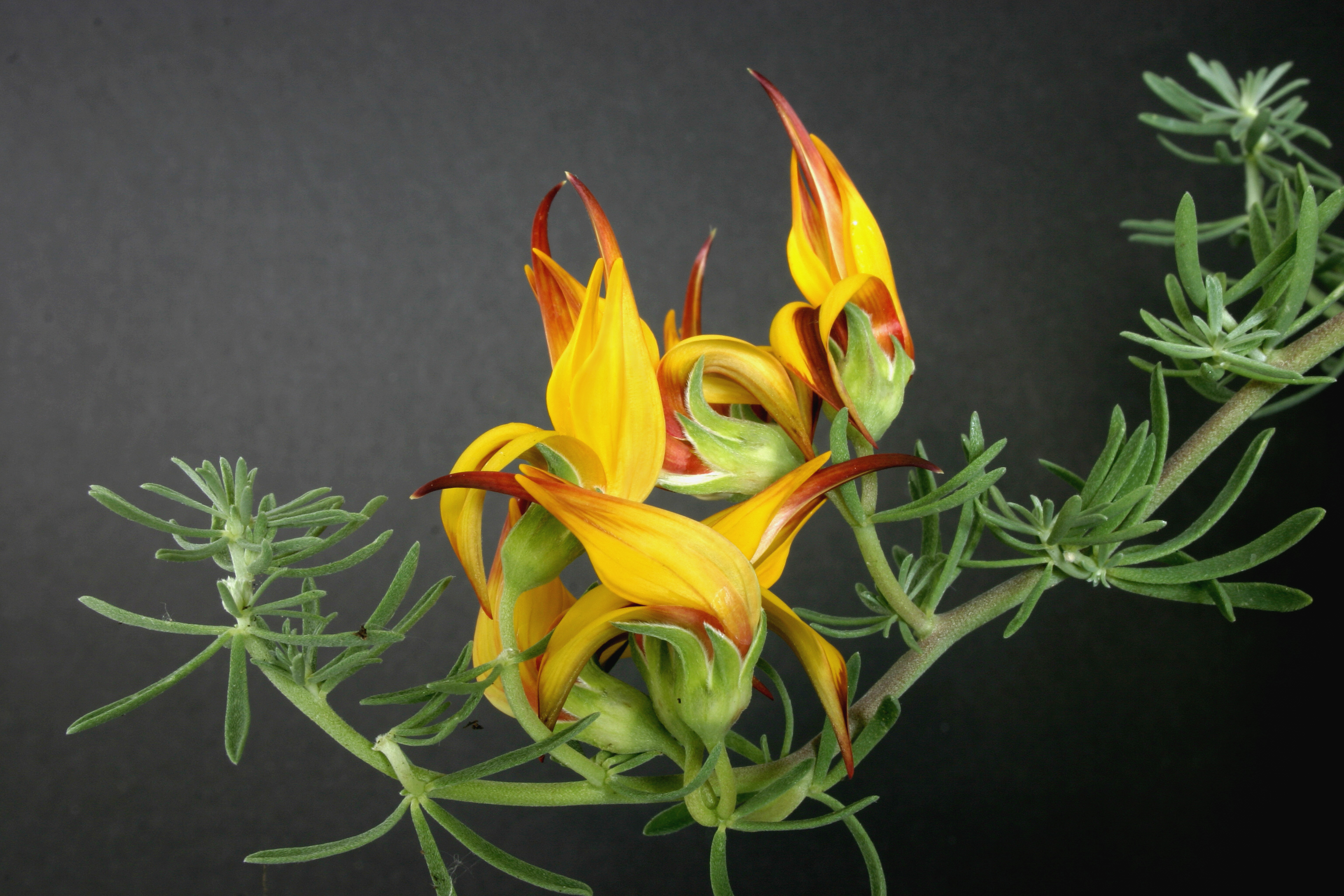
Lotus berthelotii